# Liliowa Kopka

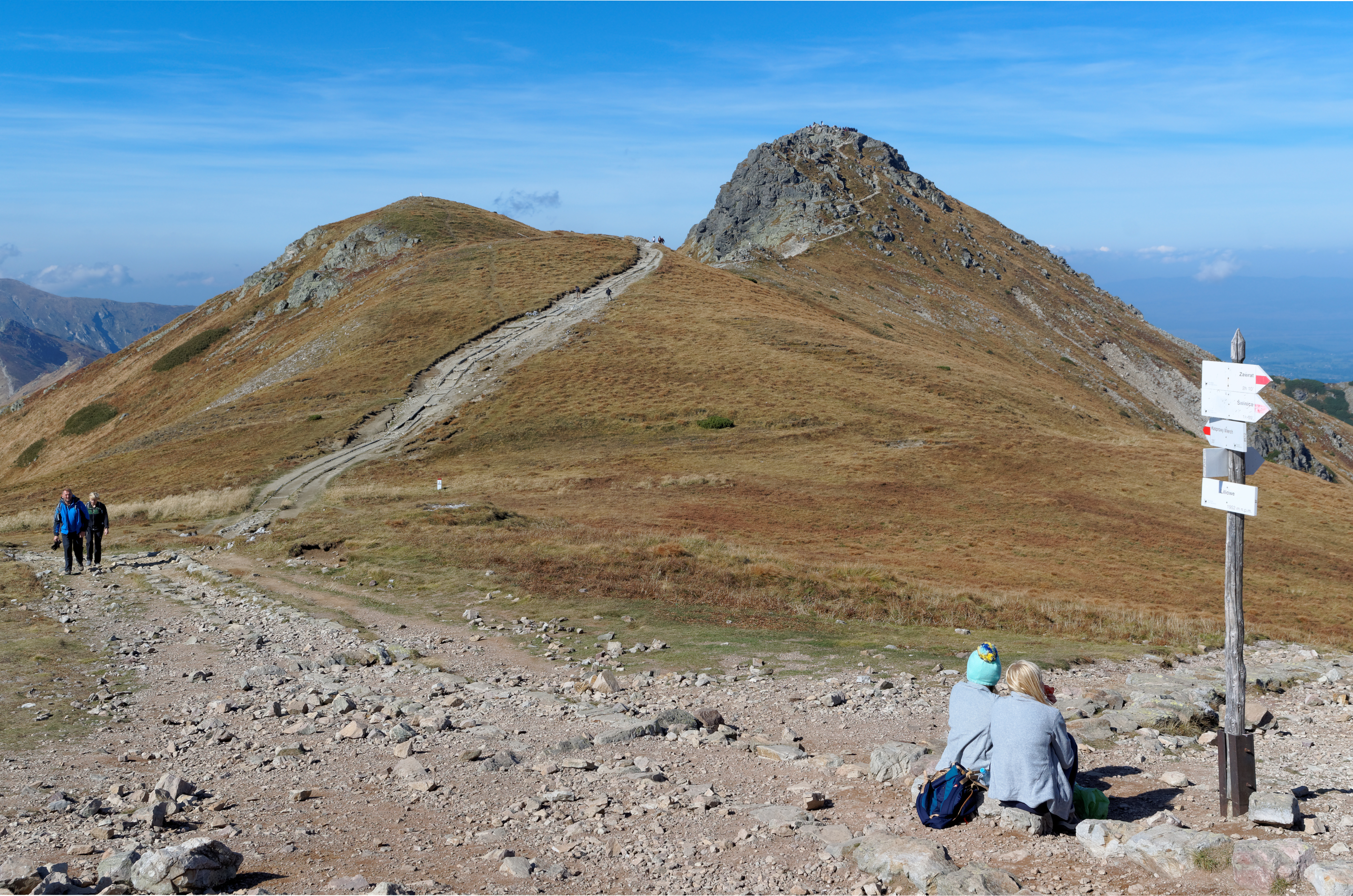
Blick vom Bergpass Liliowe

Die Liliowa Kopka ist ein Berg auf der polnisch-slowakischen Grenze auf dem Hauptkamm der Westtatra mit 1975 Metern Höhe.

## Lage und Umgebung
Die Staatsgrenze verläuft über den Hauptgrat der Tatra, auf dem sich die Liliowa Kopka befindet. Unterhalb des Gipfels liegen zwei Täler, das Tal Dolina Gąsienicowa im Norden und das Tal Dolina Cicha im Süden.

## Tourismus
Die Liliowa Kopka ist bei Wanderern beliebt. Sie liegt auf dem Kammweg von der oberen Seilbahnstation auf dem Kasprowy Wierch in die Hohe Tatra.

### Routen zum Gipfel
Der Wanderweg verläuft über den Gipfel.
- ▬ Der rot markierte Kammweg führt vom Tal Dolina Kościeliska über den Gipfel in die Hohe Tatra.

Als Ausgangspunkt für eine Besteigung der Hänge aus den Tälern eignen sich die Murowaniec-Hütte und die Kondratowa-Hütte sowie das Kalatówki-Berghotel.

## Belege
- Zofia Radwańska-Paryska, Witold Henryk Paryski: Wielka encyklopedia tatrzańska. Poronin, Wyd. Górskie, 2004, ISBN 83-7104-009-1.
- Tatry Wysokie słowackie i polskie. Mapa turystyczna 1:25.000, Warszawa, 2005/06, Polkart, ISBN 83-87873-26-8.